# Исилькульская епархия
Исильку́льская епархия — епархия Русской православной церкви, объединяющая приходы и монастыри в южной части Омской области (в границах Исилькульского, Любинского, Москаленского, Называевского, Нововаршавского, Одесского, Павлоградского, Полтавского, Русско-Полянского и Шербакульского районов). Входит в состав Омской митрополии.

## История
Епархия была создана на заседании Священного Синода РПЦ 6 июня 2012 года путём выделения из состава Омской епархии и включена в состав новообразованной Омской митрополии.

## Епископы
- 6 июня 2012 — 25 июля 2014 — Владимир (Иким) в/у, митрополит Омский
- с 25 июля 2014 — Феодосий (Гажу)

## Благочиннические округа
По состоянию на март 2023 года:
- Исилькульский
- Любинский
- Русско-Полянский